# Oberlandesgericht Stettin
Das Oberlandesgericht Stettin war ein von 1879 bis 1945 bestehendes deutsches Oberlandesgericht.

## Geschichte
Das Oberlandesgericht Stettin (OLG Stettin) wurde zum 1. Oktober 1879 gebildet. An diesem Tag traten die so genannten Reichsjustizgesetze in Kraft und lösten die bis dahin bestehenden eigenständigen Gerichtsverfassungen der deutschen Bundesstaaten ab. Das OLG Stettin wurde nach dem preußischen Gesetz, betreffend die Errichtung der Oberlandesgerichte und der Landgerichte vom 4. März 1878 als eines von 13 Oberlandesgerichten in Preußen gebildet. Der Sitz des Gerichts war Stettin, die Hauptstadt der preußischen Provinz Pommern. 
Das OLG Stettin bestand bis 1945. Die letzte Erledigung einer Rechtssache datiert vom 11. April 1945; am 30. April 1945 wurde Stettin durch sowjetische Truppen besetzt. Eine Ausweichstelle für den OLG-Bezirk Stettin arbeitete zur Erledigung von Verwaltungsangelegenheiten bis Ende 1945 in Greifswald. Die Stadt Stettin und der größere Teil des OLG-Bezirks Stettin kamen nach dem Zweiten Weltkrieg an Polen. Unter polnischer Verwaltung entstand 1949 das Sąd Apelacyjny w Szczecinie.

## Oberlandesgerichtsbezirk
Der OLG-Bezirk Stettin umfasste zum 1. Oktober 1879 die Bezirke folgender Landgerichte: Landgericht Greifswald, Landgericht Stettin, Landgericht Stargard, Landgericht Köslin und Landgericht Stolp. Damit deckte sich der OLG-Bezirk Stettin mit dem damaligen Gebiet der Provinz Pommern mit einer Fläche von rund 30.110 km2 und einer Einwohnerzahl im Jahr 1895 von 1.573.767.
Zum 1. Januar 1943 wurde das Landgericht Schneidemühl dem OLG-Bezirk Stettin zugelegt. Dies geschah im Rahmen der Aufhebung des Oberlandesgerichts Marienwerder. Zum OLG-Bezirk Stettin gehörten bis Ende 1942 57 Amtsgerichte; mit der Zulegung des Landgerichts Schneidemühl zum 1. Januar 1943 kamen weitere Amtsgerichte hinzu.

## Präsidenten des Oberlandesgerichts
Die Liste ist unvollständig
- 1919–1933: Paul Cormann (1868–1952)
- 1933–1944: Richard Kulenkamp (1885–1950)
- 1944–1945: Alfred Köhler (1883–1945)